# Engels Pedroza
Engels Pedroza (San Carlos, Cojedes, Venezuela, 26 de septiembre de 1966) es un ex boxeador venezolano.
Hijo de Miriam Matute y Luciano Pedroza, el cuarto de cinco hermanos. Su padre lo apuntó a clases de boxeo a la edad de ocho años. Se presentó a numerosos campeonatos nacionales. A la edad de 19 años lo llamaron para representar a Venezuela,[cita requerida] participando en el Campeonato Mundial Junior disputado en la República Dominicana.
Engels llegó a ganar 19 peleas seguidas en el peso wélter, todas por nocaut, antes del sexto round, viendo cortada su racha el 17 de junio de 1988 frente a Mike Johnson en Las Vegas.
Pedroza era representado por Don King, el cual le planificó peleas y le permitió compartir cartel con Mike Tyson.[cita requerida]
El exboxeador también labora como entrenador deportivo en el gimnasio "Figurella" de la capital cojedeña. Ahí trabaja como instructor de ejercicios cardiovasculares (cardio box) y de sesiones de abdominales.